# Bresadolina stellaris
Bresadolina stellaris är en svampart som beskrevs av Rick 1928. Bresadolina stellaris ingår i släktet Bresadolina, divisionen sporsäcksvampar och riket svampar.   Inga underarter finns listade i Catalogue of Life.